# Стецьківська сотня
Стецьківська сотня – адміністративно-територіальна та військова одиниця Сумського полку Слобідської України. Сотенний центр – слобода Стецьківка (тепер село Стецьківка Сумського району Сумської області). 

## Історія
За переказом, слободу 1659 заснували осадчі Стецько, Рудень, Чугуїв, Чайка(ін) та Переяславець на березі річки Олешня, притоки річки Псла. 
Утворення сотні відбулося за рахунок відселення частини козаків із міста Суми. 
Ліквідована 1765 коли Московія анексувала Слобідську Україну. 

### Сотники стецьківські
- Андрєєв Семен(?) – (кін. XVII – 1 чв. XVIII ст.);
- Марков (Маркович) Андрій (Алфьоров Андрій Маркович) (?-1732-?);
- Савич Василь Васильович (1734 – 1743-?), з 1767 р. – сотник в абшиті.
- Глуховцов Данило Васильович (1741 – 31.03.1754), абшитований осавулом;
- Глуховцов Юхим (Данилович?) (03.1754? – 1755), відставлений через провину, помер 1761 р.;
- Глуховцов Яків (Данилович?) (1755-1762), у 1762 р. виключений з реєстрів через самовільну відлучку у 1761 р. на «голштинську службу» до Петра ІІІ; абшитований у 1766 р. підпрапорним;
- Кардашев Семен Семенович (11.11.1760-1766). Призначений із «сверхкомплектных» сотників через самовільну відлучку Я. Глуховцова, абшитований поручиком.

### Стецьківськи урядники
- Кардашев Семен Семенович (29.11.1753-11.11.1760) – підпрапорний.